# UWC México 42
UWC México 42: Luna vs. Matos fue un evento de artes marciales mixtas producido por Ultimate Warrior Challenge México, que se llevó a cabo el 31 de marzo de 2023 en el Entram Gym de Tijuana, Baja California, México.